# Giuseppe Pupillo
Giuseppe Pupillo (Zara, 9 settembre 1940) è un politico italiano, già Presidente della Regione Veneto.

## Carriera politica
Laureato in scienze politiche all'università La Sapienza di Roma, nel 1969 si è stabilito a Vicenza prendendo parte alla vita politica locale. Consigliere comunale a Schio nel 1970-1973 e a Vicenza nel 1980-1985, nel 1985 è divenuto consigliere regionale veneto per il Partito Comunista Italiano, venendo confermato alle consultazioni del 1990. Dopo la svolta della Bolognina aderisce al Partito Democratico della Sinistra.
Agli inizi della Quinta legislatura del Consiglio Regionale, l'11 maggio 1993 Pupillo diviene Presidente della Giunta Regionale del Veneto, alla guida di una maggioranza di centrosinistra (PDS, Democrazia Cristiana, Partito Socialista Italiano, Verdi, Union del Popolo Veneto). Rimarrà a Palazzo Balbi fino al 26 maggio 1994, quando a succedergli sarà l'esponente di centrodestra Aldo Bottin.
Impegnato in ambito culturale, ha scritto diverse opere sulla storia politica e sociale vicentina. È stato presidente della Biblioteca Civica Bertoliana di Vicenza e dell'Istituto storico della Resistenza e dell'età contemporanea della provincia di Vicenza "Ettore Gallo".